# Manfred Piwinger
Manfred Piwinger (* 21. Dezember 1936 in Komotau) ist ein deutscher Publizist, Kommunikationsmanager, -berater und -wissenschaftler. Er ist Autor und Herausgeber von Standardwerken im Bereich Unternehmenskommunikation und Organisationskommunikation. Er war zudem Lehrbeauftragter für Finanz- und Unternehmenskommunikation an der Universität Leipzig sowie Dozent an der Leipzig School of Media und der Bayerischen Akademie der Werbung München.

## Biografie
Piwinger wurde am 21. Dezember 1936 in Komotau in Nordböhmen (damals Sudetenland, heute Tschechische Republik) geboren. Piwinger studierte Ingenieurwesen in Ostdeutschland und schloss sein Studium als Diplom-Ingenieur ab. Mit 21 Jahren zog er 1958 nach Schwaben in die Bundesrepublik Deutschland. An einer Handelsschule in Stuttgart lernte er Betriebswirtschaftslehre. Seine Karriere in der Kommunikation begann er am 15. Januar 1959 als Journalist mit einem Volontariat beim Hohenloher Tagblatt in Crailsheim, wo er anschließend als Redakteur arbeitete. Es folgten weitere Stationen in Lokalredaktionen, darunter die Ludwigsburger Kreiszeitung, sowie beim Landesdienst Baden-Württemberg der dpa.
1965 wechselte Piwinger vom Journalismus in die Unternehmenskommunikation, als Kommunikationsmanager im Maschinenbau-Konzern Demag in Duisburg. 1972 wechselte er zum Büromöbelhersteller Voko Franz Vogt & Co in Pohlheim bei Gießen, wo er bis 1978 die Leitung der Hauptabteilung Öffentlichkeitsarbeit innehatte. 1978 wechselte Piwinger zu Vorwerk & Co. nach Wuppertal. Ab dem 1. April 1978 leitete er dort das Ressort Öffentlichkeitsarbeit, eine Position, die er knapp 20 Jahre innehatte. Hier verantwortete er unter anderem die Gestaltung der Unternehmenskultur, die Ausrichtung des 100-Jahr-Jubiläums 1983 und führte innovative Geschäftsberichte als PR-Instrument ein.
Nach seinem Ausscheiden 1997 bei Vorwerk mit 61 Jahren fokussierte sich Piwinger auf die Arbeit als Autor, Dozent und Berater. Von 1994 bis 2000 war Piwinger Dozent an der Bayerischen Akademie für Werbung, von 1997 bis 2010 Lehrbeauftragter an der Universität Leipzig am Institut für Kommunikations- und Medienwissenschaft, von 2010 bis 2012 Dozent an der Leipzig School of Media.
Piwinger gehörte 1982 zu den Mitbegründern des Deutschen Rates für Public Relations, des Selbstkontrollorgans der deutschen Kommunikationsbranche. Er ist Vorsitzender des Ehrenrats der Deutschen Public Relations Gesellschaft (DPRG) und in mehreren Facharbeitskreisen der DPRG und des Internationalen Controller Vereins (ICV) aktiv. Zudem war er mehrere Jahre Vorsitzender der Jury für den Internationalen Deutschen PR-Preis der DPRG.
Politisch engagierte sich Piwinger im Freundeskreis der FDP, den er auf Bundesebene mitbegründet hat. Er war Vorsitzender der FDP-Freundeskreise in NRW.

### Publizistische Tätigkeit
Als Publizist veröffentlichte Piwinger über 250 Fachbeiträge in Journals, Online-Diensten und Büchern. Er ist Mitherausgeber und Verfasser von insgesamt 10 Monographien und Sammelbänden, darunter Standardwerke zu den Themen Unternehmenskommunikation, Investor Relations, Kommunikationscontrolling sowie Immaterielle Vermögenswerte.

## Auszeichnungen
- 1997: Golden World Award der IPRA
- 2007: Internationaler Deutscher PR-Preis (PR-Kopf des Jahres) der DPRG
- 2010: Bundesverdienstkreuz am Bande für seine besonderen Verdienste um die Professionalisierung der Kommunikationsbranche

## Schriften (Auswahl)
- mit Peter Bromann (1992): Gestaltung der Unternehmenskultur. Strategie und Kommunikation. Stuttgart.
- als Herausgeber (1997): Stimmungen, Skandale, Vorurteile. Formen symbolischer und emotionaler Kommunikation. Frankfurt a. M.
- mit Klaus Rainer Kirchhoff (Hrsg.) (2001): Die Praxis der Investor Relations. Effiziente Kommunikation zwischen Unternehmen und Kapitalmarkt. 2. Auflage. Neuwied / Kriftel.
- mit Victor Porak (Hrsg.) (2005): Kommunikations-Controlling. Information und Kommunikation quantifizieren und finanziell bewerten. Wiesbaden 2005.
- mit Klaus Rainer Kirchhoff (Hrsg.) (2009): Praxishandbuch Investor Relations. Das Standardwerk der Finanzkommunikation. 2. überarbeitete und erweiterte Auflage. Wiesbaden. ISBN 978-3-8349-1636-5
- mit Klaus Möller und Ansgar Zerfaß (2009): Immaterielle Vermögenswerte – Bewertung, Berichterstattung, Kommunikation. 1. Auflage. Stuttgart. ISBN 978-3-7910-2884-2
- mit Ansgar Zerfaß (Hrsg.) (2014): Handbuch Unternehmenskommunikation. 2. vollständig überarbeitete Auflage. Wiesbaden. ISBN 978-3-8349-4542-6
- mit Wolfgang Griepentrog (2017): Due Diligence der Unternehmenskommunikation. Wiesbaden. ISBN 978-3-658-15895-8